# T'boli
T'boli è una municipalità di prima classe delle Filippine, situata nella Provincia di South Cotabato, nella regione di Soccsksargen.
T'boli è formata da 25 baranggay:
- Aflek
- Afus
- Basag
- Datal Bob
- Desawo
- Dlanag
- Edwards (Pob.)
- Kematu
- Laconon
- Lambangan
- Lambuling
- Lamhako
- Lamsalome

- Lemsnolon
- Maan
- Malugong
- Mongocayo
- New Dumangas
- Poblacion
- Salacafe
- Sinolon
- Talcon
- Talufo
- Tbolok
- Tudok